# Альверня (гмина)
Альверня (пол. Alwernia) — городско-сельская гмина (волость) в Польше, входит как административная единица в Хшанувский повет, Малопольское воеводство. Население — 12 650 человек (на 2004 год).

## Демография
| Перепись                       | Всего   | Всего | Женщины | Женщины | Мужчины | Мужчины |
| ------------------------------ | ------- | ----- | ------- | ------- | ------- | ------- |
| Единицы                        | человек | %     | человек | %       | человек | %       |
| Население                      | 12 650  | 100   | 6407    | 50,6    | 6243    | 49,4    |
| Плотность населения (чел./км²) | 168,1   | 168,1 | 85,1    | 85,1    | 82,9    | 82,9    |

## Соседние гмины
1. Гмина Бабице
2. Гмина Хшанув
3. Гмина Чернихув
4. Гмина Кшешовице
5. Гмина Спытковице
6. Гмина Тшебиня
7. Гмина Затор